# Teenage Mutant Ninja Turtles (2012)
Teenage Mutant Ninja Turtles er en amerikansk tegnefilmserie fra 2012.